# フェルディナント・ラッサール
フェルディナント・ヨハン・ゴットリープ・ラッサール（Ferdinand Johann Gottlieb Lassalle, [laˈsal]、1825年4月11日 - 1864年8月31日）は、プロイセンの政治学者、哲学者、法学者、社会主義者、労働運動指導者。
ドイツ社会民主党（SPD）の母体となる全ドイツ労働者同盟の創設者である。社会主義共和政の統一ドイツを目指しつつも、ヘーゲル哲学の国家観に強い影響を受けていたため、過渡的に既存のプロイセン王政（特に宰相オットー・フォン・ビスマルク）に社会政策やドイツ統一政策を取らせることも目指した。その部分を強調して国家社会主義者に分類されることもある。

## 概要
1825年にプロイセン東部ブレスラウに裕福なユダヤ人絹商人の息子として生まれる。商業学校からギムナジウムへ進学した。商業学校時代にハイネやベルネなどの著作から最初の革命思想の影響を受けた（→生い立ち）。ブレスラウ大学、ついでベルリン大学へ進学し、ヘーゲル哲学の影響を受けた。ヘーゲルの弁証法に似た部分のある古代ギリシャの哲学者ヘラクレイトスの流転の素因の研究を行った（→大学時代）。
ハッツフェルト伯爵家の伯爵夫人ゾフィーと親しくなり、1846年から1854年にかけて学問を中断して彼女の離婚訴訟を代行した（→ハッツフェルト伯爵夫人の離婚訴訟）。1848年革命の際には、この離婚訴訟が反封建主義闘争の一つとしてライン地方の革命派から注目され、一躍有名人となった。マルクスら他のライン地方の革命家と連携して革命の指導にあたったが、同革命は失敗に終わり、ラッサールも官憲に逮捕されて禁固6か月の刑に服した（→1848年革命をめぐって）。
1854年に離婚訴訟に勝利し、伯爵夫人が巨額の資金を得たことでラッサールの金回りも良くなった。ヘラクレイトスの研究に戻り、1857年にはベルリンに移住して『ヘラクレイトスの哲学』を出版。ベルリン哲学学会の寵児となり、学者としての名声を博した（→離婚訴訟勝訴と『ヘラクレイトスの哲学』で成功）。その後、金銭問題やイタリア統一戦争の評価を巡ってイギリス亡命中のマルクスとの亀裂が深まった。イタリア統一戦争を巡っては、マルクスは反ナポレオン3世の立場からオーストリア側に立っていたが、ラッサールは反オーストリアの立場からナポレオン3世・イタリア統一運動側に立っていた（→マルクスとの亀裂）。
1861年には『既得権の体系』を出版。同書の中で「法の歴史が文化的進歩を遂げていくと個人的所有権は徐々に制限され、多くの対象が私有財産の枠外に置かれる」という社会主義的法史観を説いた（→『既得権の体系』）。1861年4月にはマルクスのプロイセンへの一時帰国を斡旋し、マルクスをもてなしたが、マルクスのプロイセン市民権回復はならず、マルクスとの関係も好転しなかった（→マルクスの帰国騒動）。
1861年11月にイタリアを訪問してガリバルディと会見。彼の影響を受けて学問より直接的な政治運動が増えた。ローター・ブハーらを同志に得、労働者に向けた演説を開始した。その中で社会政策の必要性を訴え、自由主義ブルジョワの自由放任主義を「夜警国家」と批判した。また「憲法問題とは法の問題ではなく、現実の権力関係の問題である」ことを説き、自由主義的憲法を制定しても国王が事実上の権力を握る限り、なし崩しにされるであろうことを自由主義ブルジョワに警告した。1862年にはそれらの演説をまとめた『労働者綱領』を出版したが、官憲に危険視されて逮捕され、罰金刑に処せられた（→政治運動への本格的参入）。
1862年7月にはロンドン万博訪問でロンドンを訪問し、マルクスの歓待を受けたが、ラッサールの浪費癖や自慢癖は生活苦だったマルクスには不快であり、二人の関係は余計に悪化した。最終的には借金問題で二人の交友関係は途絶えた（→ラッサールのロンドン訪問とマルクスとの交友断絶）。
1862年9月にビスマルクがプロイセン宰相となり、無予算統治を開始したことにより憲法闘争が高まった。ラッサールは「封建主義勢力はもはや社会的な力ではブルジョワに勝てないので、似非立憲主義で延命を図ろうとしている」として、議会は自ら無期限休会を宣言して「似非立憲主義体制」を破壊すべきで、封建主義勢力がそれに根を上げた時にこそ本当の憲法を制定できると訴えたが、自由主義ブルジョワ政党ドイツ進歩党の立憲主義・議会主義(現在の憲法や議会が仮に「似非」だったとしても)は根強く、1863年1月にその提案は拒否された（→ビスマルクの登場と憲法闘争の勃発）。
これをきっかけに彼は進歩党を見限り、1863年3月1日に出版した『公開回答書』の中で労働者階級は進歩党の指導から離れて、普通選挙を旗印にした独自の労働運動を起こすべきことを主張した。また社会政策の方針として労働者階級自らが企業家になるべきであるとして、労働者の自由な同盟と国家の援助による企業体「生産組合」の結成を訴えた。1863年5月にはこの方針を基にした全ドイツ労働者同盟を結成し、その指導者となった（→進歩党との決別と全ドイツ労働者同盟結成）。この頃から宰相ビスマルクと秘密裏に会談するようになり、進歩党を共通の敵とすることや「社会的王政」、「普通選挙の欽定」などを話し合った（→ビスマルクへの接近）。
1864年8月31日、恋愛問題に絡む決闘で命を落とした。その後ドイツ労働運動はラッサール派とマルクス系のアイゼナハ派に分裂したが、1875年に至って両派は統合されて社会主義労働者党(社会民主党の前身)となった（→ヘレーネ・フォン・デンニゲスとの恋愛騒動、→決闘死）。
ヘーゲルの影響を強く受けていたラッサールは、社会主義者ながら国家を重視した。君主制に対しても柔軟な姿勢をもっており、それがビスマルクとの連携を可能にした。権勢欲と虚栄心が強く、それが彼の独裁的な労働者運動指導につながったとしばしば指摘される。人間的魅力があり、大衆からの人気は高かった（→人物）。
フィヒテやロードベルトゥスの国家社会主義（Staatssozialismus）の系譜を継ぐ人物とされることが多いが、その位置づけに対して異論もある。1959年に国民政党への転換が宣言されるまでドイツ社民党(SPD)はマルクスを「理論上の父」、ラッサールを「運動上の父」としてきた。労働運動家としては高く評価されることが多い一方、理論家としての独創性のなさが批判されることがあるが、ラッサールの『事実的権力関係』の理論はゲオルグ・イェリネック、国家と労働を結びつける『労働階級の国家理念』はルドルフ・シュタムラーに影響を与えたという擁護もある。労働運動の方針についてもマルクスからは批判があったが、メーリングはラッサールの労働運動指導はマルクス主義に則ったものだったと擁護している（→評価）。
日本における社会主義黎明期の明治時代後期にはラッサールは日本社会主義者のスターだった。しかしロシア革命後にはマルクス＝レーニン主義が社会主義の本流とされてラッサールは異端視されるようになり、社会主義者の間で語られることはほとんどなくなった。逆に反マルクス主義者の小泉信三や河合栄治郎らから注目されるようになり、彼らと彼らの門下生を中心にラッサール研究が進められるようになった（→日本におけるラッサール）。

## 生涯

### 生い立ち
1825年4月11日にプロイセン王国シュレージエン州（シレジア）のブレスラウに裕福な改革派ユダヤ教徒の絹商人ハイマン・ラッサール（Heyman Lassal）の第2子として生まれる。母はその妻ロザリエ（Rosalie）。
ブレスラウをはじめシュレージエン地方の都市にはユダヤ人が多く暮らしていた。同じプロイセン領でもライン地方のユダヤ人はかつてのフランス革命やナポレオン法典の影響で自由主義的な気風の中で生活していたが、シュレージエンではユダヤ人蔑視が強く、貧しいユダヤ人の多くはゲットーに押し込められていた。ラッサールはゲットー外の裕福なユダヤ人家庭の出身者だが、激しいユダヤ人差別を間近に見ながら育つことになった。この点は同じユダヤ人であっても自由主義的なトリーアで育ち、ユダヤ人迫害をほとんど体験しなかったマルクスと決定的に違う点であった。
ラッサールは幼いころから優秀な神童として注目され、父親も「未来のユダヤ人解放者」として将来を嘱望していた。ラッサールはユダヤ人の自覚を強く持って育つも、徐々にユダヤ人にうんざりさせられていった。1840年5月にオスマン帝国領ダマスカスで大規模なユダヤ人迫害が起こった際には迫害者より立ち上がろうとしないユダヤ人に苛立った様子が日記から窺える。その中でラッサールは「天は自ら動く者を助ける」、「卑怯な民族よ、お前は浮かばれない」と書いている。
1840年5月にライプツィヒの商業学校に入学した。しかし商業にはまるで関心を持てず、文芸や古典に惹かれていった。ゲーテやシラー、ヴォルテール、バイロン、ハイネ、ベルネなどに読み耽った。とくに同じユダヤ人のハイネとベルネからは民主主義・共和主義・革命主義の最初の影響を受けた。
大学で歴史を学びたいと考えるようになったラッサールは父親を説得のうえ、1841年8月に商業学校を退学し、ブレスラウのカトリック系ギムナジウムに転校した。カトリックはプロテスタント国家であるプロイセンにおいては少数派だったので同じ少数派のユダヤ人を差別することはないだろうと考えて、この学校を選んだものと思われる。ギムナジウムで猛勉強し、1842年中にアビトゥーアに合格した。

### 大学時代

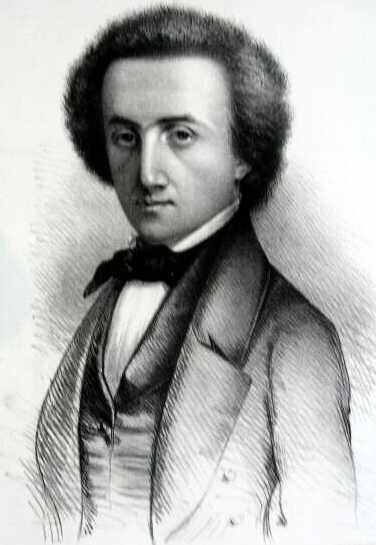
若き日のラッサール。

1843年10月にはブレスラウ大学に入学できた。大学では文献学、ついで哲学を学んだ。特に古典とヘーゲル哲学を熱心に勉強した。しかしプロイセン王国ではユダヤ人に出世の道は開かれておらず、ラッサールもキリスト教に改宗して出世を目指す意思はなかったので彼が反体制派になっていくのは自然の流れだった。
英仏ほどではないとしても、プロイセンの大学でも自由主義の思潮と封建主義打倒の機運が高まっていた。学生たちのそうした活動はブルシェンシャフトと呼ばれる学生団体によって行われていた。ラッサールもそうした学生団体に加わり、すぐに頭角を現してリーダー的存在となった。この頃、ブレスラウ大学ではヘーゲル左派のフォイエルバッハ准教授がプロイセン政府から「危険思想の持ち主」と看做され、大学を追放される事件があった。これに対して急進派学生たちはラッサールを中心に抵抗運動を展開した。この活動を通じてラッサールは学内随一の雄弁家として名をはせるようになった。大学からも「危険分子」と看做され、一時謹慎処分を受けている。
1844年4月、ヘーゲル哲学を本格的に学ぶべく、ベルリン大学へと移籍した。ヘーゲル研究の他にもサン＝シモンやフーリエ、ルイ・ブランといった社会主義者から影響を受けた。この頃からユダヤ人のみならず、あらゆる被抑圧者の解放を志すようになり、社会主義者となっていった。
ベルリン大学の卒業論文では古代ギリシャの哲学者ヘラクレイトスの研究に取り組んだ。ヘーゲルの弁証法とヘラクレイトスの流転の素因に似たところがあるからだが、同時にヘラクレイトスは難解といわれていたため、困難を突破したがるラッサールの闘争心が刺激されたものと考えられている。
1845年秋から1846年1月にかけて、ヘラクレイトス研究のため、フランス・パリを訪問した。パリでプルードンやハイネと会見する機会を得た。とりわけ同じユダヤ人のハイネとは意気投合した。ちょうど同じころにカール・マルクスがパリから追放されているが、この時点でマルクスと顔を合わせることはなかったようである。このパリ滞在中に「Lassal」姓をフランス風の「Lassalle」に変更した。フランスへの憧れ、あるいはユダヤ姓を連想させるLassalを嫌ったためといわれる。

### ハッツフェルト伯爵夫人の離婚訴訟

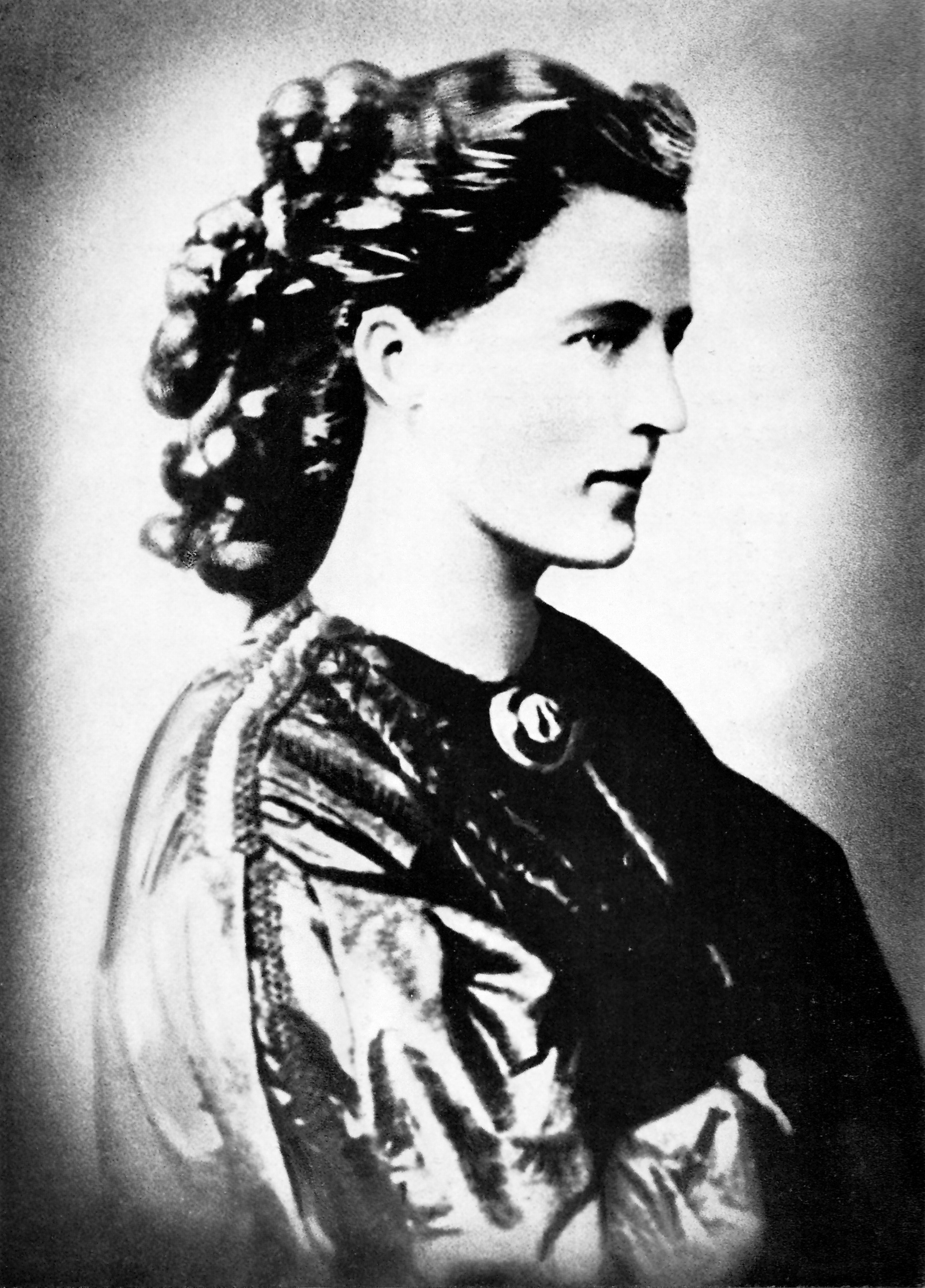
ハッツフェルト伯爵夫人ゾフィー

パリからベルリンへ戻った後、ヘラクレイトスの論文の執筆を開始しようとしたが、ハッツフェルト伯爵家の伯爵夫人ゾフィーと知り合ったことでその研究は10年近く中断されることになる。
彼女の夫であるエドムント・フォン・ハッツフェルト（Edmund von Hatzfeldt）伯爵は放蕩者なうえ、妻ゾフィーに様々な迫害を加えていた。ゾフィーは伯爵との離婚を希望していたが許してもらえずにいた。そのことをラッサールに相談したところ、彼はこれを「封建主義の横暴に対する闘争」と看做し、彼女に代わって伯爵と闘う決意を固めた。
ラッサールははじめ伯爵に決闘を申し込んだが、「バカなユダヤの小僧」と相手にしてもらえなかった。結局離婚訴訟で闘うことになり、ラッサールは1846年から1854年までの長きにわたってこの訴訟に尽力することになる。
訴訟中の1848年2月、ラッサールは伯爵が次男に与えるべき財産を愛人に譲ろうとした伯爵の背信行為を証明する文書が入った小箱を愛人から盗み出したとされて、窃盗罪容疑で警察に逮捕された。

### 1848年革命をめぐって
ラッサールが逮捕された1848年2月にフランス・パリでは二月革命が発生し、ルイ・フィリップの王政が打倒され、共和政が樹立された。3月にはプロイセンやオーストリアにも革命が波及した（3月革命）。
独房の中からその様子を見たラッサールは改めて闘争心を掻き立てられた。8月11日のケルンの法廷では熱弁をふるって自らの闘争が自由と民主主義のための封建主義との闘いであることを印象付けた。法廷外でも伯爵夫人が様々な反封建主義集会に参加して世論を盛り上げ、ラッサールの法廷での闘いをサポートした。革命の渦中であったから陪審員にもラッサールを支持する者が多く、無罪判決を勝ち取ることができた。釈放されたラッサールは伯爵夫人やその次男とともにデュッセルドルフで暮らすようになった。ラッサールの無罪判決は革命派の勝利として大きな反響を呼び、ラッサールは一躍ライン地方の有名人となった。
ラッサールは引き続き伯爵夫人の離婚訴訟を支援しながらライン地方の民主主義派の革命活動に参加するようになる。また『新ライン新聞』を発行していたマルクスやエンゲルスとも初会見した。5歳年上のエンゲルスは初対面からラッサールの「鼻持ちならない態度」に不快感を持ったが、一方7歳年上のマルクスはユダヤ人としての連帯感もあってか、当時はラッサールに好意的であり、彼の少ない財産の中から伯爵夫人の支援金を拠出してくれた。
ラッサールは8月29日に開催されたフライリヒラート逮捕への抗議集会で初めて大衆の前での演説を行い、以降マルクスらと連携してライン地方を奔走し、革命運動を指導して回った。しかし10月から11月にかけて革命は次々と失敗していき、反革命派による民主主義派への武力弾圧が本格化した。11月にはプロイセン国民議会も閉会させられた。これに対抗すべく民主主義派は消極的抵抗から武力抵抗へ転換し、ラッサールもデュッセルドルフで武装抵抗を促す演説を行ったため、11月22日には官憲に逮捕された。
「王権に対する武装抵抗の教唆」という重罪に問われたため長期間未決勾留された。1849年5月3日にようやく陪審制の裁判にかけられたが、陪審員にも民主主義派が多かったため、無罪判決が下り、ラッサールは釈放された。これに対抗して裁判所は一事不再理の原則に反する形で「軍隊および役人に対する武装抵抗の教唆」の容疑でラッサールをふたたび逮捕した。今度は職業裁判官による裁判にかけられ、7月には禁固6カ月の判決を受けた。
判決の執行は少しの間だけ延期され、一時的に釈放された。この間、革命の失敗でほとんど一文無しでロンドンに亡命していたマルクスから最初の金の無心を受けた。ラッサールも楽な経済状態ではなかったが、マルクスのために幾らか用立ててやり、またマルクス支援の募金活動を起こしたが、マルクスは自分の惨めな生活を世間に知られたくなかったらしく、この募金運動の件を聞いて憤慨した。
1850年10月から1851年4月にかけて先の判決が執行され、服役した。

### 離婚訴訟勝訴と『ヘラクレイトスの哲学』で成功
1854年、8年に及ぶ訴訟に疲れたハッツフェルト伯爵が夫人に対して彼女が持つべき財産を返還すると和解を申し出た結果、1854年に離婚訴訟は終了した。これにより伯爵夫人は巨額の財産を獲得し、ラッサールも伯爵夫人からかなりの年金を受けるようになり、裕福な生活を送れるようになった。この年金はラッサールにとって執筆業や政治活動に専念する上で重要な収入源となった。
金銭的にも時間的にも余裕ができたラッサールは、大学の卒業論文として書き始めてそのままになっていたヘラクレイトスに関する著作の執筆を再開し、1855年から1857年にかけてこれを完成させた。
伯爵夫人との関係が悪くなることはなかったが、訴訟が終わったことでデュッセルドルフの伯爵夫人邸にいつまでも居候することに居心地の悪さを感じるようになり、プロイセン王都ベルリンへの移住を希望するようになった。しかし1848年革命に参加した革命家であるため当局からの許可はなかなか下りなかった。1855年3月にはこっそりベルリンへ移住するも警察に逮捕され、強制送還されている。しかし1857年2月になって突然ベルリンへの移住許可がおりた。伯爵夫人とラッサールを切り離してライン地方の革命運動を弱め、またラッサールをベルリンに置いて監視を強化しようという官憲の企図だったという。ともかくこれにより同年5月からベルリン・ポツダム街に移住した。
出版業者フランツ・ドゥンカーと親しくなり、彼の書店から『ヘラクレイトスの哲学（Die Philosophie Herakleitos Des Dunklen Von Ephesos）』を出版してもらった。この本はたちまち評判になり、ラッサールはベルリン哲学学会の会員に迎え入れられ、華々しい社交生活を開始した。ラッサールはロンドンのマルクスにも『ヘラクレイトスの哲学』を送って批評を求めたが、極貧生活に陥っていたマルクスはすっかり上流階級の仲間入りをしたラッサールを妬み、エンゲルスへの手紙の中で「博識の法外なひけらかし」「大学教授のお偉方がこの本を評価したのは世に偉大な革命家として名を馳せた青年が随分と古風だったことに喜んだからだろう」「ラッサールは労働運動を離婚訴訟に私的に利用した」「訴訟は終わったのにラッサールはいつまでも伯爵夫人から独立しようとしない」「ラッサールのベルリン行きは大紳士に成りあがり、サロンを開くためだ」と怒りをぶちまけている。
一方マルクスの不興を買い始めていることを知らぬラッサールは、ベルリンでフランツ・ドゥンカー夫人リナと情を通じるようになっていた。彼女には崇拝者が多かったため、ファブリスという官僚からブランデンブルク門で待ち伏せされて夜襲を受けたが、持っていたステッキで撃退することに成功した。この件は社交界でも評判になり、歴史家フリードリヒ・フェルスターからはロベスピエールのステッキを送られ、ラッサールは生涯これを大切にしたという。
しかし同時にベルリン警察から目をつけられるようになり、1858年6月にはベルリン追放命令を受けた。ラッサールはスイスへ逃れつつ、この頃自由主義勢力と関係を持っていた皇太弟ヴィルヘルムに助けを求めた。折しもヴィルヘルムが摂政となり、自由主義的保守派によって構成される「新時代」内閣が発足していたこともあり、10月にはベルリンに戻ることができた。

### マルクスとの亀裂

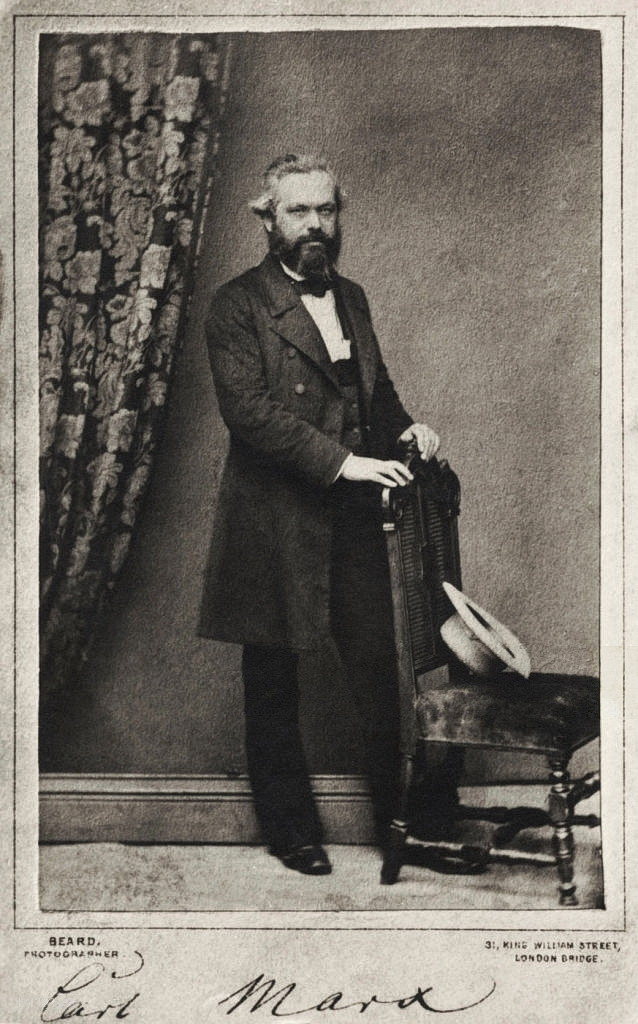
「腐れ縁」と化していく友人カール・マルクス

1859年にはマルクスの『経済学批判』をドゥンカー書店から出版できるよう取り計らった。一方でこの頃からマルクスのラッサール不信は強まっていく。
同年ラッサールは史劇『フランツ・フォン・ジッキンゲン』を書き上げ、これをベルリンの宮廷劇場に匿名で送ったが、革命的精神を謳う台詞が冗長で、またヘーゲル式議論が難解すぎるとして劇場からは採用してもらえなかった。ラッサールはこの脚本をマルクスに批評してほしがり、彼にも脚本を送ったが、当時のマルクスに舞台の脚本など読んでる暇はなく、また『経済学批判』出版が遅れていることに苛立っていた時期だったので「反動的封建階級に属する者を中心として描いたことは誤りである。主人公は全て農民一揆の農民指導者から選ばねばならない」という冷たい返事を突き返された。
しかしもっと大きかったのはイタリア統一戦争をめぐって見解が相違したことだった。
この戦争をめぐってはエンゲルスが小冊子『ポー川とライン川』を執筆し、ラッサールの斡旋でドゥンカー書店から出版した。この著作の中でエンゲルスは「確かにイタリア統一は正しいし、オーストリアがポー川（北イタリア）を支配しているのは不当だが、今度の戦争はナポレオン3世が自己の利益、あるいは反独的利益のために介入してきてるのが問題である。ナポレオン3世の最終目標はライン川（西ドイツ）であり、したがってドイツ人はライン川を守るためにポー川も守らねばならない」といった趣旨の主張を行い、オーストリアの戦争遂行を支持した。マルクスもこの見解を支持した。
しかしラッサールはこれに疑問を感じた。専制君主であっても常にナショナリズムや民主主義の原理に媚を売ろうとするナポレオン3世はナショナリズムを踏みにじり続ける専制王朝国家オーストリアよりはマシに思えたからである。そのためラッサールも独自に『イタリア戦争とプロイセンの義務（Der italienische Krieg und die Aufgabe Preussens）』と題した小冊子をドゥンカー書店から出版した。その中でラッサールは「イタリア統一の成功はドイツ統一にも大きく影響する」「ナポレオン3世が嫌いだからとイタリア統一の邪魔をするべきではない。」「もしナポレオン3世がそれによって何か利己的な目的を図ろうとしているなら、我々の側でそうはさせないだけの話。」「ライン川獲得のためにフランスがドイツに侵攻するなどありえず、ナポレオン3世が狙っているのはせいぜいフランス的なサヴォワの併合だけ。」「オーストリアが弱体化してもドイツ統一の打撃にはならない。むしろオーストリアが徹底的に粉砕されることがドイツ統一への近道」「ナポレオン3世が民族自決に従って南方の地図を塗り替えるなら、プロイセンは北方で同じことをすればいい。シュレースヴィヒ公国とホルシュタイン公国を併合するのだ。」といった趣旨の主張を行った。このラッサールの主張は後年ビスマルクが実際に行ったドイツ統一の経緯を予言したものとして称賛された。
しかしこれはナポレオン3世を「無産階級最大の敵」と定義し、ナポレオン3世に抵抗するためならばプロイセンとオーストリアの連合さえも考慮に入れるべきと主張するマルクスとは決定的に相いれない立場であり、マルクスから「私と私の同僚（エンゲルス）は貴方の意見に全く賛成できない」と拒絶の返事を送られた。
またこの時期マルクスは、カール・フォークト批判運動に熱中しており、ラッサールにはその先頭に立つことを期待していたのだが、ラッサールがいまいち乗り気でないことにも不満を持っていた。加えてラッサールはこの頃、株式投機で大損しており、マルクスからの金の無心に対して渋るような態度をとっていたこともマルクスの不信を加速させた。ラッサールはマルクスに自身の金銭事情を説明したものの、マルクスは信じてくれなかった。

### 『既得権の体系』
1860年中に大著『既得権の体系（Das System der erworbenen Rechte）』の執筆を行い、1861年に全2巻で出版した。伯爵夫人の離婚訴訟で培った法律の知識が結実した本であった。
この本の中でラッサールは一定の法律制度はその特定時における特定の民族精神の表現に他ならないと説き、権利は全国民の普遍精神（Allgemeine Geist）を唯一の源泉としており、この普遍的精神が変化すれば奴隷制、賦役、租税、世襲財産、相続などの制度が禁止されたとしても既得権が侵害されたということはできないと主張する。
そして「一般に法の歴史が文化史的進化を遂げるとともに、ますます個人の所有範囲は制限され、多くの対象が私有財産の枠外に置かれる」という社会主義的結論を導き出している。すなわち初めに人間はこの世の全部が自分の物だと思い込んでいたが、やがて限界を知るようになったということである。たとえば神仏崇拝は神仏が私有財産から離れたということ、また農奴制が隷農制、隷農制が農業労働者になったことは農民が私有財産から離れたということ、ギルドの廃止や自由競争も独占権は私有財産ではないと認識されるようになったことを意味しているということである。そして現在の世界は、生産物価格と生産物生産にかかった労働賃金の合計額との間の差異が全額資本家に与えられていることが正しいのかという問題に直面しているとする。
しかしこの著作は難解すぎて『ヘラクレイトスの哲学』の時のような称賛は得られなかった。法学者にとっては哲学的要素が、哲学者にとっては法学的要素が多すぎた。また革命家たちにとっては思弁過剰だった。マルクスは全く読もうとせず、エンゲルスは「自然法に対する迷信的信仰」などと批判した。

### マルクスの帰国騒動
1861年1月に摂政ヴィルヘルム王子が正式にヴィルヘルム1世としてプロイセン国王に即位した。ヴィルヘルム1世は政治的亡命者に対して大赦を発した。これを聞いたラッサールはマルクスにプロイセンへの帰国を勧めた。
マルクスも満更ではなく、4月1日にはラッサールとハッツフェルト伯爵夫人の援助でプロイセンに帰国し、ベルリンのラッサール宅に滞在した。ラッサールと伯爵夫人はマルクスが様々な社交場で一流の人士と歓談できるよう取り計らってやり、オペラハウスでは国王ヴィルヘルム1世が座っている最高席から数フィートという距離の位置のボックス席にマルクスを座らせてやった。だが反君主主義者のマルクスにはこういう貴族的歓待は不快以外の何物でもなかったらしい。
マルクスがこういう生活に耐えていたのはプロイセン市民権を回復するためだったが、4月10日にはマルクスの市民権回復申請は警察長官から正式に却下され、マルクスは単なる外国人に過ぎないことが改めて宣告された。これを知るとマルクスはラッサールから40ポンド借りて早々にロンドンへ帰っていった。
この一件以来マルクスはますますラッサールの「虚栄的生活」を軽蔑した。この頃、マルクスは「（ラッサールは）モーセがユダヤ人を連れてエジプトから脱出した際に同行したニグロの子孫だろう。（略）この男のしつこさは紛れもなくニガーのそれである」と評した手紙をエンゲルスに通信している。

### 政治運動への本格的参入

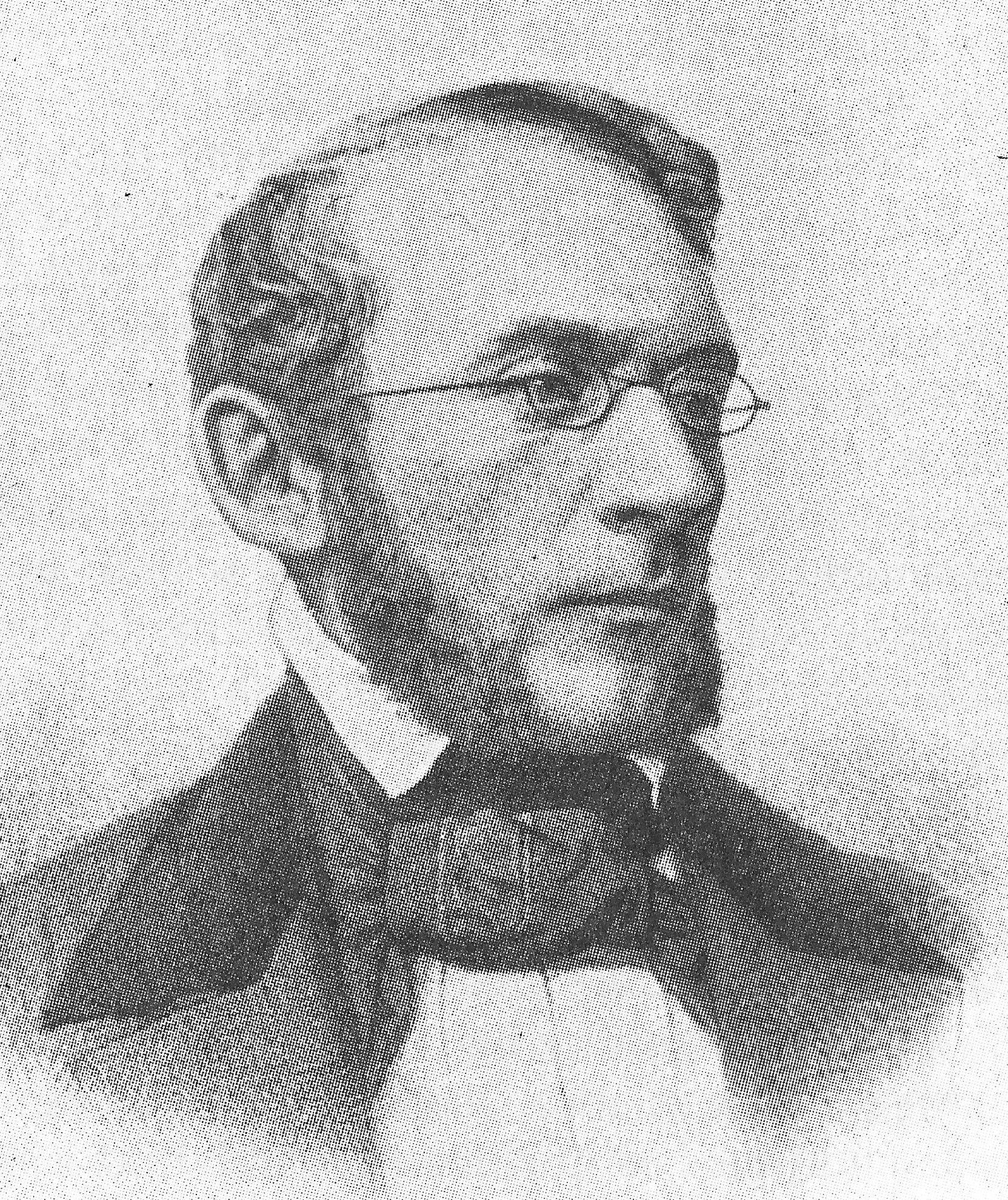
ラッサールの同志ローター・ブハー。

1861年9月から12月にかけて伯爵夫人とともにスイスとイタリアを旅行し、11月14日にはカプレラ島でジュゼッペ・ガリバルディと会見した。ガリバルディ率いるイタリア行動党のオーストリアに対する攻撃計画に関心を持ったという。
帰国後のラッサールはガリバルディの影響で直接的な政治運動が増えていった。学究活動や文芸活動は減り、演説の草稿書きが主となっていく。この頃、政界ではブルジョワを中心とする自由主義左派政党ドイツ進歩党がプロイセン議会下院の多数派を握っていた。ラッサールは進歩党の名士とも交友関係があったものの、ブルジョワである彼らが社会政策に関心を持っていないことは明らかだった。結局進歩党に批判的な1848年革命の革命家たち、ローター・ブハー、フランツ・ツィーグラー、ヨハン・ロードベルトゥスらとの連携を深めていった。とりわけブハーと親しくなり、彼と会合を重ね、社会主義の大衆運動の形成について語りあった。だが1862年代のラッサールにはまだブルジョワ自由主義の封建勢力との戦いをサポートする意思があった。
ラッサールは1862年春のプロイセン下院解散総選挙の際に2つの演説を行った。この2つの演説を後に出版したものが『労働者綱領』であった。最初の演説はベルリンにおいて自由主義派の地域団体に向けて行った憲法に関する講演だった。この演説の中でラッサールは「憲法問題は法の問題ではなく権力の問題だ。一国の現実の憲法は、その国に存在する現実の、事実上の権力関係の中にしか存在しない。成文の憲法が価値と持続力を発揮するのは、それが社会の中にある現在の権力関係の正確な表現である場合のみである」と主張した。つまり国王が事実上の権力関係を握っている以上、いくらリベラルな成文憲法を制定しても簡単になし崩しにされてしまうということであり、自由主義ブルジョワに1848年革命の失敗を繰り返さないよう訴えたものであった。
ついで4月12日にオラニエンブルクで機械製造工たちを前に「現代という歴史的時代と労働者階級の理念との特殊な関連」と題した演説を行った。この演説でラッサールは、ヘーゲルによれば国家は道徳的理想と自由を実現するものであるはずなのに自由主義ブルジョワの自由放任主義は不道徳と搾取しかもたらさない。このような自己の利益を保全するだけの自由放任主義国家は「夜警国家」であり、不適切であるとした。一方労働者階級の階級全体の改善を図ろうという原理は普遍的で国家の支配原理となるのにふさわしいと説いた。そしてその支配原理を実現する手段は普通選挙・直接選挙であるとした。
演説では「ブルジョワの富は適法に手に入れたものである限り守られるべき」と述べるなど『既得権の体系』に反するような私有財産制擁護の表現も入れたが、これはプロイセン秘密警察の監視を逃れるためと思われる。しかし結局この演説で官憲に目をつけられるようになった。警察に踏み込まれて3000部の『労働者綱領』を全て没収されたうえ、「国民の間に憎悪と軽悔の念を惹起することにより公共の秩序を危うくする」ことを禁じる刑法100条により起訴され、1863年1月16日にベルリンの裁判所で裁判にかけられ、禁固4か月の判決を受けたが、控訴し、控訴審で罰金刑となった。

### ロンドン訪問とマルクスとの交友断絶
マルクスからの手紙は長く途絶えていたが、1862年6月に突然マルクスから「借金を返す目途が立たなかったので手紙を書きにくかった」と無沙汰を詫びる手紙が届いた。ラッサールも久々にマルクスに返事を書き、「金で友も金も失う愚は侵したくないから、そのような配慮は御無用に」と述べつつ、ロンドン万博見学のついでにロンドンを巡りたいという希望を伝えた。マルクスから歓迎する旨の返事が届くと早速7月にロンドンを訪問した。
ラッサールのロンドン訪問の記録は断片的にしか残っていないが、そのわずかな資料から分かるのはこの訪問で二人の友情が戻るどころか、余計に関係が悪くなったことである。マルクスはラッサールをもてなすために色々と家財を質にいれ、ラッサールを饗応したが、ラッサールはマルクス家の窮状に鈍感で浪費が激しかった。またラッサールは自慢話が多く、その中には誇大妄想的なものも合った。たとえばイタリアのマッツィーニやガリバルディもプロイセン政府と同じく自分の動かしている「歩」に過ぎないと言いだして、マルクスに笑われた。しかしラッサールの方は、マルクスは抽象的になりすぎて政治の現実が分からなくなっているのだとなおも食い下がった。マルクスはうんざりし、エンゲルスへの手紙の中でラッサールについて「去年あって以来、あの男は完全に狂ってしまった」「あの裏声で絶えまないおしゃべり、わざとらしく芝居がかった所作、あの教条的な口調！」と評した。
ラッサールによれば、彼とマルクスが絶縁したのは金銭問題だった。ラッサールがブルー・ブック（英国議会・枢密院の報告書）を20ポンドもポンと出して買っているのを見たマルクスはこれを妬んだという推測がある。マルクスはアメリカのドイツ語新聞のベルリン通信員になってほしいと要請したが、ラッサールは断っている。ラッサールはアメリカ人を「理想がない」と軽蔑しており、アメリカとは関わり合いになりたくなかったという。マンチェスターで暮らしているエンゲルスも一応ラッサールに訪問を勧めてくれたが、マルクスとの会談の実りの無さに失望したラッサールは、マンチェスターまで行く気にはなれず、早々にベルリンへ帰国した。帰国直前になってマルクス家の窮状に気づいたラッサールはエンゲルスを保証人にして金を貸すが、数か月後、返済期限をめぐってエンゲルスから「署名入りの借用書」を求めてマルクスともめる。マルクスは謝罪の手紙をだしたが、ラッサールは返事をださず、二人の関係は絶えた。

### ビスマルクの登場と憲法闘争の勃発
軍制改革を盛り込んだ予算案をめぐってプロイセン議会衆議院が紛糾する中、無予算統治で軍制改革を断行することを決意した国王ヴィルヘルム1世は、1862年9月にユンカー出身の外交官オットー・フォン・ビスマルクを宰相に任じた。宰相となったビスマルクはまず進歩党のナショナリズムを煽って懐柔することを狙い、衆議院予算委員会において鉄血演説を行い、小ドイツ主義統一のためにはプロイセンの軍事力を増強しなければならないことを訴えた。
進歩党の議員たちもラッサールもドイツ統一は支持していたが、それはビスマルクのような「反動保守」によって君主主義的に行われるべき物ではなかった。この時点ではラッサールも伯爵夫人あての手紙の中で「彼は反動的なユンカーであり、彼に期待しうるのは反動的措置のみです。（略）さも戦争が差し迫っているかのような口実を設けて、 ―まさか国民はそれを鵜呑みにはしないでしょうが― 剣をガチャつかせて軍制改革予算を通そうとするか、あるいはドイツ統一への何らかの反動的処方を料理しようとするでしょう。しかしドイツ統一が反動的な土壌の上でできるはずはありません」と書いてビスマルクを批判している。
鉄血演説は進歩党議員からも評判が悪く、ビスマルクがこの演説で得たのは「鉄血宰相」の異名だけだった。進歩党の取り込みに失敗したと見たビスマルクは、無予算統治を開始し、軍制改革を強行したため、これを違憲として批判する進歩党とビスマルク政府の間に憲法闘争が勃発した。
このような中の1862年11月にラッサールは「今何をするべきか」と題した憲法に関する第二演説を行った。その中でラッサールは「もはや封建主義は社会的な力ではブルジョワに勝てないのでエセ立憲主義で延命を図っているのであり、エセ立憲主義の仮面さえ剥いでしまえば封建主義は全社会と対立して滅亡することになる。したがって進歩党は護憲闘争をただちに停止し、むしろ封建主義が今やそれなしでは権力を維持できなくなっているエセ立憲主義を破壊することを目指すべき」と訴えた。具体的には「議会は自ら無期限休会を決議し、政府が無予算統治を放棄するまで休会し続けることである。強力なブルジョワ階級を持つようになった今のプロイセンでは議会なしで統治などできないので、いずれ封建主義は音を上げることになり、その時に国民は真の憲法を勝ち取ることができる」と語った。
1863年1月13日に議会が招集された際、進歩党代議士会においてラッサールの上記の提案がマルティーニという進歩党議員によって提出された。しかし進歩党の立憲主義・議会主義（今の憲法や議会がエセかどうかは別にして）は根強いものがあり、このマルティーニの動議は代議士会で却下された。それでもラッサールは最後までブルジョワとの連携を重視し、1月16日の裁判でも「ブルジョワジーと労働者、我々は一つの国民を構成するものであり、我々の抑圧者に対して完全に一致している」と演説した。だが進歩党の方はラッサールへの敵意をむき出しにし、「ラッサールは権力を法より優先させろと主張している。つまり保守反動の手先である」といった罵倒を行った。

### 進歩党との決別と全ドイツ労働者同盟結成
ブルジョワ自由主義の頑迷さにうんざりしたラッサールは彼らと決別して独自に労働運動を組織する決意を固めた。
ちょうどこの頃、全ドイツ労働者大会の準備をしていたライプツィヒ中央委員会議長ユリウス・ファールタイヒがラッサールに指導を求めてきた。ラッサールはその返事として1863年3月1日に『公開回答書』を出版した。その中でラッサールは政治的方針として「進歩党は憲法闘争で見せた態度から分かるように自由のために何ら貢献することはできない。労働者階級は普通平等直接選挙を旗印に進歩党から独立した政党を作らねばならない。この新しい労働者の政党は利害の一致する範囲で進歩党を支持しても、進歩党が道を違えたらただちに同党を見限り、敵対せねばならない。」と述べた。
つづいて社会政策の方針について語り、営業の自由や移住の自由を求める運動について、「それは50年前の議論であり、今日の労働者運動において取り上げるべき問題ではなく、粛々と布告すればいいだけだ」として退け、貯蓄組合や疾病基金の構想は「労働者を困窮に堪え易くするだけでそれ以上は期待できない」とする。また進歩党議員ヘルマン・シュルツェ＝デーリチュが主張していた協同組合構想も否定した。シュルツェ＝デーリチュは社会政策など歯牙にもかけないブルジョワ政党の中にあって労働者階級や小ブルジョワ層に支持を広げるべく「共助的結合による自助」を提唱し、協同組合（信用組合、消費組合、手工業限定で原料組合と倉庫組合）を作って弱小企業が大量の仕入れを出来るように補ってやることで自助を促進する必要性を訴えていた。ラッサールは進歩党議員でありながら、国民に尽くそうというシュルツェの姿勢を評価しながらも、信用組合・原料組合・倉庫組合は小手工業者の保護にしかならず、独立していない労働者階級の保護にはつながらないことを指摘した。また消費組合も価格を下げることはできるかもしれないが、その場合「賃金の鉄則」で給料も下がるから結局労働者保護にはならないとした。
ではどうすればいいのか。その答えとしてラッサールは労働者階級自らが企業家になることを提唱した。労働者の自由な同盟と国家の援助によって企業体「生産組合」を結成させ、賃金と企業利得を一致させることで「賃金鉄則」から離れて労働者階級の状況を改善させられると考えた。この生産組合においては労働者は毎週慣習に従った賃金を受けつつ、年末には営業収益の分配を受けることになる。国家は定款の認可と業績確保のための介入を行う。そして国家にこのような強力な干渉を行わせるには、国民が自ら選んだ立法府の存在、つまり普通選挙が不可欠であるとする。
以上を趣旨とするラッサールの『公開答弁書』は、3月17日のライプツィヒ中央委員会で採択され、つづく3月24日の全国労働者会議でも採択され、これを基にして全ドイツ労働者同盟を結成するための新委員会創設が決議された。しかしライプツィヒ以外に支持を拡大できるかは不透明であり、ラッサールは東奔西走して演説し、支持を拡大していった。その甲斐あって1863年5月23日にはライプツィヒにドレスデン、ハンブルク、ハールブルク、ケルン、エルバーフェルト、デュッセルドルフ、バーメン、ゾーリンゲン、フランクフルト、マインツの労働者代表が集まり、ラッサールが起草した綱領を採択のうえ、ラッサールを指導者とする全ドイツ労働者同盟が正式に発足する運びとなった。

### ビスマルクへの接近

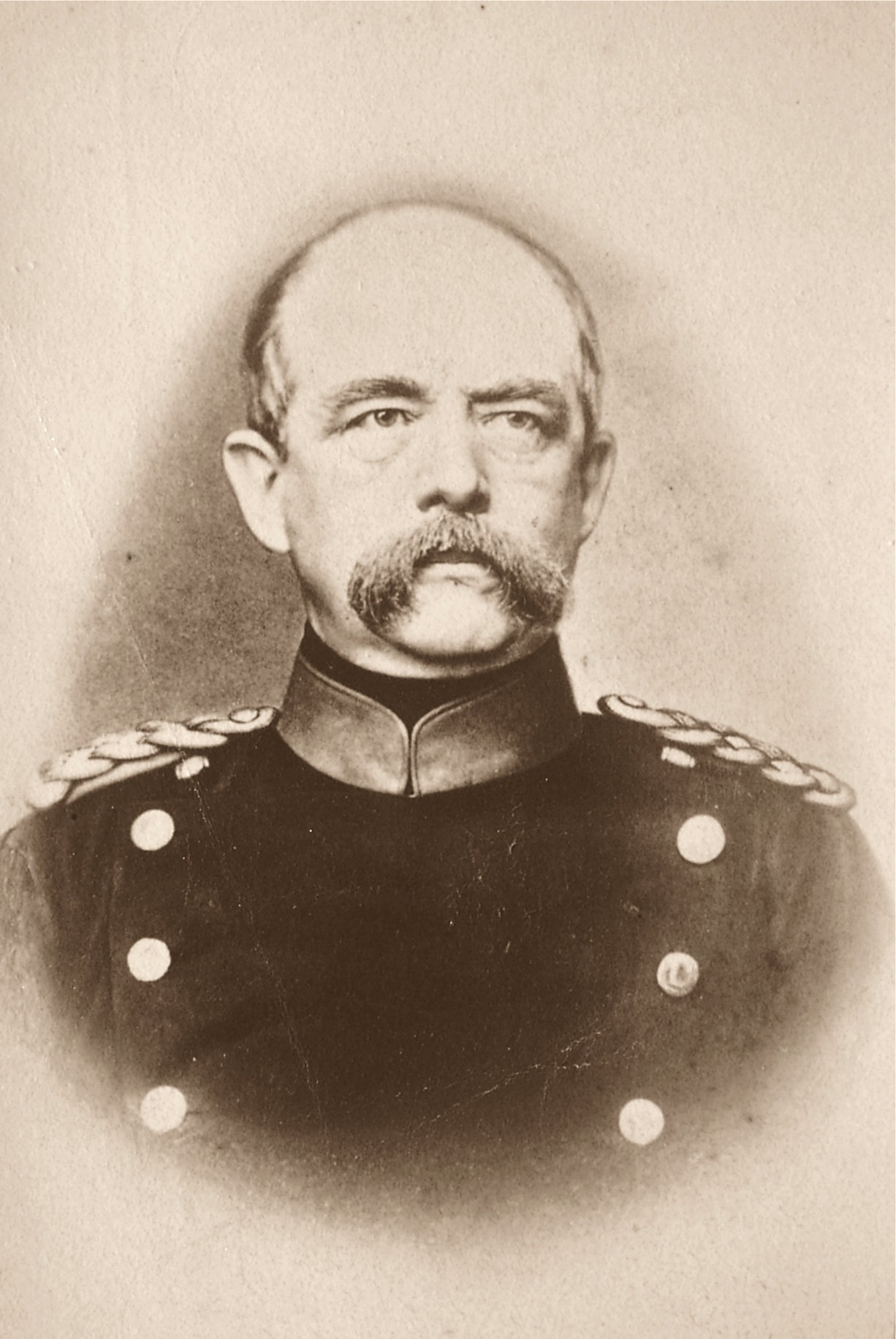
「鉄血宰相」オットー・フォン・ビスマルク

ちょうどこの頃からプロイセン宰相オットー・フォン・ビスマルクとラッサールの接触が始まった。最初の接触はビスマルクが1863年5月11日付けの手紙で「現在の労働者階級の状況に関する諸懸案について、この問題に関係ある独立の緒家の専門的な意見が聞きたい」とラッサールに要請したことだった。ラッサールの遺稿集を編纂したグスタフ・マイアーによると資料から確認できる限り、ビスマルクとラッサールは5回は会見したという。
最初の会談は上記のビスマルクの要請によって行われた物で、ラッサールの手紙やスケジュールから考察して恐らく5月12日か13日と見られる。この会談でラッサールは「労働者階級は必ずしも君主制に否定的ではない」と語り、根っからの君主主義者たるビスマルクを喜ばせたという。一方ビスマルクの方は現在の三等級選挙制度を廃止して普通選挙法を欽定する意志があることをラッサールに話したようである。
二度目の会談は6月8日付けのビスマルク宛の手紙でラッサールが要請したことによって行われた。会談の日時は定かでないが、ラッサールが旅行に出る6月28日より以前に行われたと見られる。この会談の詳細は不明だが、進歩党を共通の敵とすることを確認し合ったと見られる。またこの頃ビスマルクが出した新聞弾圧命令を「社会改良主義ではなく暴力革命に道を開くもの」としてビスマルクを諌めたようである。
この後ラッサールはスイス、イタリア、ベルギー歴訪の旅行に出るも9月にはドイツへ戻り、ライン地方の各都市で全ドイツ労働者同盟支持を広げるための遊説を開始した。ゾーリンゲンでの遊説では数千人もの労働者を聴衆として集めたが、これを危険視した進歩党所属のゾーリンゲン市長が憲兵と警察官を率いて集会場に現れ、集会の解散を命じた。これに激怒したラッサールはすぐに近くの電信局へ飛びこみ、結社法を無視する進歩党市長の無法性と合法的救済を求める電報をビスマルクに送った。ビスマルクは関係部局に取り計らってやった。この一件は二人の関係について世間の注目を集めた。
三度目の会談は10月24日に行われた。この会談は先の一件に関するゾーリンゲン市長の報告書がビスマルクに提出されたと聞いたラッサールが、再度ビスマルクに請願を行う必要を感じて会談を申し入れた結果、実現したものだった。この会談はゾーリンゲン事件についてのラッサールの報告が主となったようだが、他の問題にも話は及んだ。その中でビスマルクは「保守派と労働者は進歩党という共通の敵を持つのだから次の選挙では保守派を支援せよ」と求めたが、ラッサールは「今は保守派と労働者は等しく進歩党と闘争しているが、本来両者は激しい敵同士である」と答えており、この段階では保守派と組むことへの慎重姿勢を崩さなかった。
ラッサールのその姿勢が転換したのは1864年1月12日に行われた四度目の会談である。この会談は普通選挙法の欽定の噂を聞いたラッサールが「その噂が事実なら条文が決定される前に私と会談してほしい」とビスマルクに手紙で請願した結果、実現した。資料が少なく会談の具体的な内容は不明だが、普通選挙が主題になったことだけは間違いない。ビスマルクが普通選挙の欽定をラッサールに明言したかどうかは諸説あって定かではない。会談翌日の13日付けのビスマルク宛の手紙の中でラッサールは「昨日閣下に申し上げるのを忘れたが、選挙資格は是非あらゆるドイツ人に与えてほしい。それが道徳的なドイツ統一となる。」と改めて嘆願し、また「選挙の具体的方法と棄権防止の成案をまとめるのでもう一度会談してほしい」と要請した。
最後の会談は普通選挙を熱望するラッサールの強い要請で1864年1月末から2月初めころに行われた。この会談でラッサールは対デンマーク戦争を始める前に普通選挙法を欽定すべきと訴えたが、ビスマルクは戦争前に普通選挙法を欽定することはないと返答した。これに対してラッサールは戦争が泥沼化してビスマルクが解任された場合、普通選挙法欽定がお流れになるのではという懸念を表明している。最後の会談におけるビスマルクの態度は全体的に冷淡だったが、これはビスマルクが対デンマーク戦争を通じて進歩党をナショナリズムのもとに屈服させることを目指すようになり、さしあたって労働者勢力との連携の必要性は薄くなったためと考えられる。
1864年1月21日、またしても官憲が労働者の扇動を行っているとしてラッサールの事務所に強制捜査に入り、ラッサールの演説をまとめた小冊子『ベルリン労働者に告ぐ』を全部没収した。1月29日にはラッサール自身も逮捕された。この際にもラッサールはビスマルクに助けを求め、ビスマルクの圧力でその日の夜には身柄釈放を受けたが、起訴はされた。その裁判においてラッサールは「ビスマルク氏は恐らく1年もたたないうちにロバート・ピールの役割を演じて普通選挙を欽定するだろう」と演説している。
ビスマルクとラッサールの会談は秘密裏に行われたものであるが、上記のゾーリンゲン事件や裁判での演説により二人の関係は噂にはなっていた。そのため進歩党は専制政府と労働者階級に挟撃されるという危機感を抱き、社会主義者を「ビスマルクの雇われ人」と批判するようになった。
またビスマルクは一部ラッサールの政策をとりいれ、進歩党議員レオノール・ライヒェンハイムのヴェステギアースドルフの工場で13名の織工が解雇された際には彼らを保護し、ヴェステギアースドルフ生産組合を結成させている。ただしラッサールは生産組合について大規模であることと普通選挙の存在を前提としていたため、これでは成功しないと見て手を貸さなかった。そして案の定、生産組合を監督していた群長と織り工たちの対立、商業的観点の無さなどによりビスマルクの計画は失敗に終わっている。
しかしその後もビスマルクは団結権保護、世界初の社会保険制度導入など社会政策を推し進めた。こうした「国家社会主義」的とされるビスマルクの社会政策はラッサールからの思想的影響によるものだとされる。また普通選挙は北ドイツ連邦が樹立された際に新設された帝国議会において導入されることとなった（プロイセン議会衆議院は三等級選挙制度を維持）。

### デンニゲスとの恋愛騒動
1864年7月にバイエルン王国の貴族外交官ヴィルヘルム・フォン・デンニゲスの娘ヘレーネと恋仲になり、婚約した。しかし彼女は既にルーマニア貴族の御曹司ヤンコ・フォン・ラコヴィツア（Janko von Racowitza）と婚約していた。
彼女は8月3日にスイス・ジュネーブにいる両親にラッサールと婚約したことを打ち明けたが、デンニゲス家は保守的な一家だったので父も母も社会主義者との結婚には強く反対し、予定通りラコヴィツアと結婚するよう要求した。納得しないヘレーネに激怒した父親は彼女を部屋に監禁したが、彼女は家から抜け出し、ラッサールと落ち合った。彼女はそのまま駆け落ちすることを希望したが、ラッサールは「貴方の御両親を説得してみせる」と言い張った。そして彼女を追ってきた母親と話し合おうとしたが、母親は半ばヒステリー状態に陥っており、とても冷静に話し合い出来そうな空気ではなかったのでヘレーネにお願いしてひとまず家に帰ってもらうことにした。
しかしデンニゲスはヘレーネを再び部屋に監禁し、ラッサールが求める交渉にも応じなかった。ラッサールはハッツフェルト伯爵夫人に相談し、8月15日にバイエルン王都ミュンヘンに赴き、デンニゲスの上司であるバイエルン外務大臣カール・フォン・シュレンク・フォン・ノツィング男爵と会見した。彼はラッサールに好意的でデンニゲス宛ての書状を書いてくれ、さらに弁護士のヘンレ博士を自分の代理としてデンニゲスとの会談に同行させてくれた。
しかしちょうどその頃、ジュネーブ滞在の友人ヴィルヘルム・リュストウがヘレーネの手紙をラッサールに届けた。そこには「私はヤンコ・フォン・ラコヴィツアと和解しましたので、今後私と貴方の間には何らの関係もありえないことを私の自由な意思によりここに宣言します」と書いてあった。ラッサールは大変なショックを受けた。家族に強要されて書いた手紙と信じたかったが、彼女への疑念も捨てきれなかった。ラッサールは伯爵夫人への手紙の中で「もしヘレーネがナイン（ノー）というなら万事休す。私の苦労は全部お笑い草です。デンニゲスの立場は正当化され、私の希望は打ち砕かれ、この不実な女の持つ刃が私の心臓を貫くでしょう」「もしヘレーネに私の惨めさの千分の一でも想像する力があったなら、心変わりできるはずもないのですが…」と弱音をもらしている。
8月25日、ラッサールはヘンレ博士とともにバイエルン外相の書状を持ってジュネーブを再訪した。ヘンレ博士とリュストウが「公証人の前でヘレーネの意志を正式に宣言させるべきである。その前にヘレーネの意志表明が真実かつ自由であることを確認するため、私に彼女との二時間以内の会談を許されるべし」というラッサールの要望書をデンニゲス邸に持参した。ヘンレ博士とリュストウの証言によると、デンニゲスは「ヘレーネが望むならそれもいいだろう」と語り、ヘレーネ本人を呼び出したが、彼女はすっかりラッサールに興味を無くした様子だったという。以前ラッサールに告げた愛の言葉は「時のはずみで言っただけ」と切り捨て、ラッサールの要望も「あの人はおしゃべりです。2時間で済むはずはないわ」といって拒否したという。
リュストウとヘンレ博士の報告を受けたラッサールは絶望した。恋は無残に打ち砕かれ、いまや自分は世界中から笑い物にされていると感じるようになった。雪辱を果たさずにはおけない心境となった。ヘレーネに宛てて「私の運命は貴女の手中にあります。しかしもし貴女が抗い難い卑劣な裏切りで私を破滅させるなら、私の運命は貴女の上に舞い戻り、私の呪いは墓場まで貴女を追っていくでしょう。それは、最も真実の心、貴女のために無残に打ちひしがれた心、そして貴女が恥ずかしげもなく弄んだ心の呪いです。」という怒りの手紙を送った。

### 決闘死

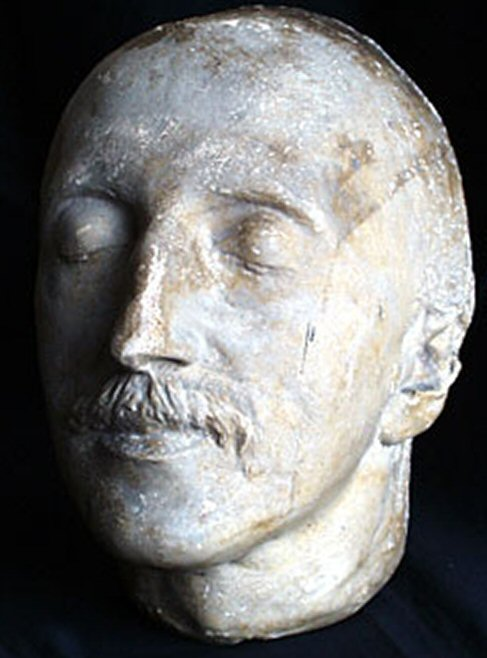
ラッサールのデスマスク

ラッサールはデンニゲスにも手紙を送り、「貴方の娘が取るに足らない娼婦であることが明らかになりました。私はもはや彼女と結婚して身を汚そうとは思いません。私にはもはや貴方の様々な侮辱に対する報復を遠慮すべき理由もありません。」として決闘を申し込んだ。デンニゲスは自分に代わってラコヴィツアが決闘に応じると返答し、自身は身を隠した。
ラコヴィツアは恋敵の立場ではあるものの、そもそもヘレーネとラッサールを引き離したのは彼ではなくデンニゲスなのだから決闘としては筋違いの感もあったが、ラッサールは承諾した。半ば自殺のつもりで相手は誰でも良かったのではという指摘もある。決闘に先立って遺書を書き、ハッツフェルト伯爵夫人に9万マルクを遺贈し、またローター・ブハーとリュストウに著作権を遺贈した。
8月28日午前7時半、ジュネーブ郊外のカルージュでラッサールとラコヴィツアの決闘が行われた。3つ数えて撃ち合う形式の決闘だった。しかし相手のラコヴィツアは「ツヴァイ（2）」のあと「ドライ（3）」を待たずに発砲し、ラッサールは下腹部を撃たれた。その直後にラッサールも発砲したものの当たらなかった。駆け寄った立会人が「負傷したか？」とラッサールに聞くと彼は「ええ」と答えた。すぐにホテルに運び込まれたものの、3日後の8月31日、駆け付けてきた伯爵夫人に手を取られながら息を引き取った。39歳だった。
伯爵夫人がジュネーブのユダヤ教会でラッサールの葬儀を主催し、4,000人が参列した。ラッサールが収められた棺は、当初同盟の支部から支部へ運んでいく形で最終的にベルリンへ送られてそこで葬られる予定だったが、警察から妨害があり、結局故郷のブレスラウに送られ、同地のユダヤ人墓地に葬られた。墓石には「思想家にして戦士　フェルディナント・ラッサールの亡骸をここに葬る」と刻まれている。
死にあたってはさすがのマルクスとエンゲルスも弔意を表した。エンゲルスはラッサールの死を告げたマルクスへの電報で「ラッサールが個人的に、あるいは思想家・文芸家として、どうだったとしても、彼は疑いもなくドイツにおける最重要人物だった。工場主や進歩党の連中は大喜びだろう。ラッサールは結局ドイツ中で彼らが最も恐れた唯一の男だった」と書いた。マルクスはラッサールの後継者となったヨハン・バプティスト・フォン・シュヴァイツァーに宛てた手紙の中で「運動で大きな過誤を犯したとはいえ、ドイツ労働運動を15年に渡るうたた寝から呼び覚ましたことはラッサールの不滅の功績である」と書いた。死にあたっての二人の態度の軟化は、当時対デンマーク戦争の勝利でブルジョワ自由主義者がビスマルクに屈服し始めたことに対する憤慨も含まれていると思われる。もっとも後に2人はラッサールがビスマルクと会談していたことを知るや、生きていたとき以上の激しいラッサール批判を展開することになる。
一方そのビスマルクはラッサールの死後、ラッサールの友人ローター・ブハーを外務省に招き、側近として重用していく。
ラッサール亡き後の全ドイツ労働者同盟はシュヴァイツァーによって指導されたが、ラッサールの親ビスマルク路線は継承された。これに反発するマルクス系の社会民主労働党（アイゼナハ派と呼ばれる。アウグスト・ベーベルとヴィルヘルム・リープクネヒトが指導）と長い抗争となり、ドイツ労働運動に深刻な内部分裂が生じた。しかしドイツ統一後のドイツ帝国議会選挙戦、またラッサール派・アイゼナハ派を問わぬ官憲の弾圧により、両者は徐々に結び付いていき、最終的に1875年5月のゴータ大会で両派が統一され、ドイツ社会主義労働者党（ドイツ社会民主党の前身）が結成されるに至った。
- ブレスラウ、のちワルシャワに移されたフェルディナント・ラッサールの墓。
- ハッツフェルト伯爵夫人が居城のカルクム城（ドイツ語版）に設置させたラッサールの記念碑
- デュッセルドルフにあるラッサールの頭像
- ラッサールをデザインした西ドイツの切手

## 人物
フィヒテやヘーゲルのドイツ観念論やロマン主義の支配的影響を受けつつ、ハイネとベルネを通じて自由主義から社会主義思想へと導かれ、ロレンツ・フォン・シュタインの著作の影響をうけて社会主義思想に本格的に接近し、マルクスとエンゲルスの科学的社会主義にも影響されて一個の論理的国家社会主義者となった人物である。3月革命の指導者の一人だが、当時の彼は22歳の多感な若者だったので革命が挫折に終わった後も生涯にわたって革命の夢を追い続けることになった。
社会主義共和政のドイツ統一国家の建設を理想としたが、ヘーゲル的立場から「国家は論理的全一体の有機体」と考えていたため、たとえ社会主義共和政でなくとも、まずドイツ統一国家を作ることが大事と考えていた。彼は「連邦か国民的統一かという大きな対立に比すれば君主政か共和政かという対立は比較的無意味である」と述べている。また「君主にはあらゆる階級闘争や党派争いを超越した論理的国家意思の全体の表現者という面がある」として君主制に一定の意義を認めている。近代国民国家の多くがそうだったように、まずは一人の君主（ヴィルヘルム1世）を中心としたドイツ統一を進めることが現実的と考えていた。
こうした君主制に対する柔軟な考えが保守主義者ビスマルクとの接近を可能とした。ラッサールはビスマルクとの会談で「社会的王権」や「普通選挙の欽定」といった君主主義的ともとれる要請を行っている。これを捉えてビスマルクは後年ドイツ帝国議会において「ラッサールは共和主義者ではなく君主主義者」と述べた。しかしラッサールは基本的に共和主義者であり、「社会的王権」は過渡的なものとして主張したにすぎなかった。ちなみにラッサールは立憲君主制には一切意義を認めていなかった。彼は「絶対君主制と共和主義は理解できるが、立憲君主制は理解できない」「立憲君主制は奇形物であり虚偽だと思う」と語っている。
権勢欲と虚栄心の強さがしばしば指摘され、彼の労働運動の独裁的な指導はそこに起因すると言われる。「私も労働者の一人」的な媚を売ることを嫌い、労働者に対して常に救主として接した。そのため労働者集会では盛装して出席し、自分の社会的地位の高さを示すことを忘れなかった。常に聴衆を意識していたため、芝居っ気が強かった。1864年6月27日のデュッセルドルフの法廷では燕尾服を着用のうえ大量の資料を持って現れたかと思うと、声に抑揚をつけ、表情を豊かに変化させ、身振り手振りを交える劇的な演説を開始した。その姿をパウル・リンダウは「まるで俳優のようだ」と評している。識者はラッサールのこういったところを嫌うことが多かったが、大衆からは人気を集める一因になっていた。
また話術が巧みであり、ビスマルクは「あんな愉快な男はいない。いつまで話していても飽きなかった」「我々の会談は何時間も続いた。それ以来ずっと、それが終わったことが残念でならなかった」と語り、自分が今まで会った人物の中でラッサールは「最も知的」と評価していた。
一度やると決めたことに対する情熱と集中力が半端ではなかった。ハッツフェルト伯爵夫人の離婚訴訟のために8年もの時間を費やし、そのためにまったく門外漢だった法学を勉強して、とうとう法学に関する大著（『既得権の体系』）を書くまでになってしまったことはその象徴である。ハッツフェルト伯爵夫人は「やろうとすること全ての物に対して全身全霊を傾けた。一点に対して全存在を賭けるその集中力こそ、大きな事業の中で彼を大変偉大にさせ、すばらしい成功をおさめさせた」と語っている。
マルクスと同じくプロイセン・ユダヤ人であるが、マルクスが自由主義的なライン地方に育ったのに対して、ラッサールは封建的なプロイセン東部に生まれ、強いユダヤ人差別の空気の中で育った。彼の圧政者への反抗心はこの少年時代の経験によって培われたことは間違いない。しかし前述したようにラッサールは圧政者以上に圧政者に対して立ち上がらないユダヤ人の民族性にうんざりしており、晩年にはユダヤ人を忌み嫌うようにさえなった。「私が憎悪してやまないものが二つある。文人とユダヤ人だ。不幸にして私はそのどちらにも属している」と語っている。一方でラッサールの理想主義はユダヤ教のメシア思想の影響を少なからず受けているのではという主張もある
身長は5フィート6インチ（約168センチ）、髪は縮れ毛の鳶色、目は黒っぽい青色、額が広めで鼻は長い方だったという。

## 評価

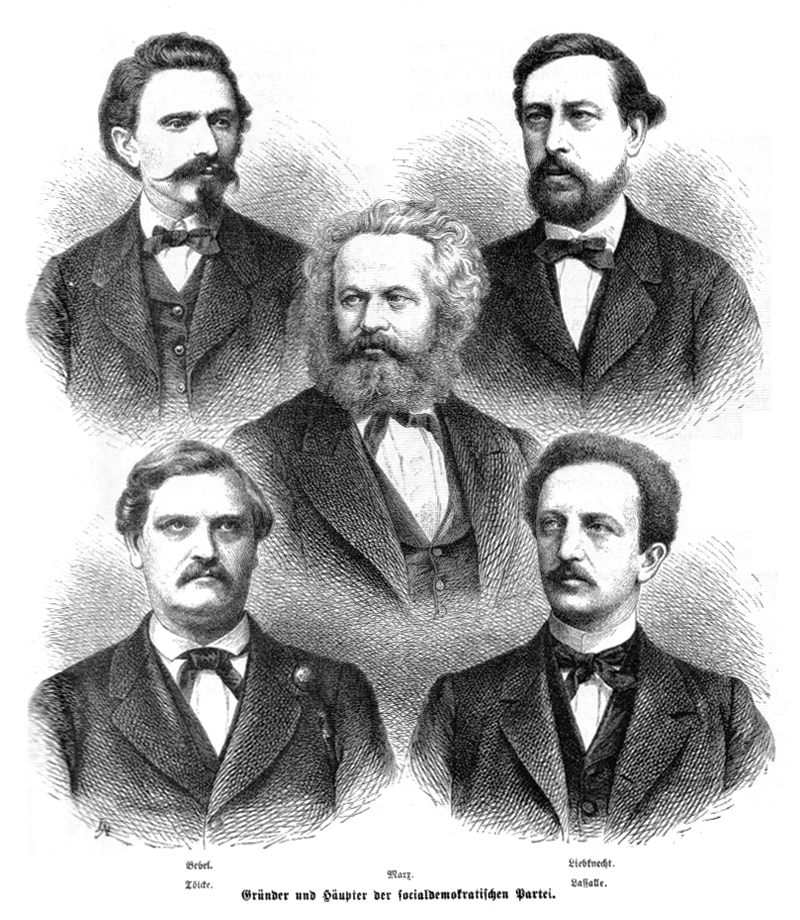
ドイツ社会民主党の機関誌によりドイツ労働運動の先駆者とされた五人。カール・マルクス（中央）、アウグスト・ベーベル（左上）、ヴィルヘルム・リープクネヒト（右上）、カール・ヴィルヘルム・テルケ（左下）、ラッサール（右下）

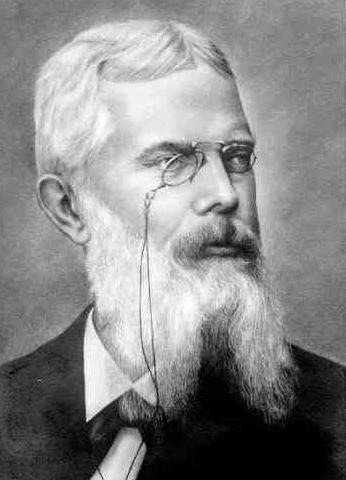
フランツ・メーリング
彼はマルクス主義者だが、マルクスのラッサール侮辱を無批判に垂れ流す輩は「マルクスのスリッパを持ってその後ろをぶらぶら歩く浅薄な盲従者」と批判した。「マルクスが他人に加えた不正を正すことはマルクスに加えられた不正を正すことに劣らず、マルクスの精神を守ることにつながる」としてラッサール批判に反駁した。

一般にはフィヒテやロードベルトゥスの国家社会主義（Staatssozialismus）の系譜を継ぐ人物と評価される。しかし国家社会主義は社会を国家に下属させて考えるが、ラッサールは労働者階級の支配によって社会と国家はイコールになると考えていたので彼を国家社会主義者の列に置くのは正しくないという主張もある。
ドイツ社会主義運動はラッサールの『公開答弁書』と全ドイツ労働者同盟の結成によって勃興した経緯からドイツ社会民主党(SPD)は1959年に国民政党になるまで思想上の父をカール・マルクス、運動上の父をラッサールとしてきた。第一次世界大戦後には階級本位のプロレタリア独裁を掲げるマルクスの国家観が忌避されて、その修正案としてラッサールの国家社会主義が注目されるようになり、社会主義者の間で「ラッサールに帰れ」という脱マルクスの言葉が叫ばれるようになった。民族社会主義（Nationalsozialismus）のナチ党政権下のドイツではヘーゲル精神の復興が叫ばれた。民族社会主義は民族主義思想の一形態なのでユダヤ人であるラッサールが称賛されることはなかったものの、ヘーゲルを再評価する以上、国家社会主義もその道の先にあったはずである。
第二次世界大戦後、世界はマルクス主義の東側諸国と資本主義の西側諸国に分裂し、ラッサールの国家社会主義の出る幕はなくなってしまったようにも見えた。しかし西側諸国ではマルクスの系譜に属さない社会主義者として再注目された。1963年にドイツ社会民主党創立100周年記念式典（起算点はラッサールの全ドイツ労働者同盟創設年の1863年）が開催されたが、当時西ドイツに滞在していた小牧治によるとその時のドイツ世論のムードは親ラッサール、反マルクス的であったという。西ドイツの歴史学者たちがラッサールを高く評価することに東ドイツの歴史学者が反駁するということもあった。
ラッサールへの批判として理論家としての独創性がないというものがある。法学や哲学の分野ではそれほどではないが、経済思想ではその手の酷評を散々に受けてきた。カール・マルクスは自分の著書の「無愛想な借用」云々と批判し、カール・ディーターは「完全に折衷屋」と評する。「経済はズブの素人」だの「剽窃」だの「折衷」だのといった行きすぎた批判にはフランツ・メーリングが努めて反論しているが、そのメーリングも「ラッサールは哲学・法学の人であって経済学者としてはマルクスやエンゲルスに比肩すべくもない」としている。メーリングは「ラッサールはマルクスとエンゲルスが獲得した弟子のうち、他に類のない最も天才的な弟子であったが、史的唯物論をついに十分明確に把握しなかった」「ラッサールは使用価値として結実する労働と交換価値として結実する労働との区別、すなわち商品に含まれている労働のあの二面性を見逃した。ところがこれこそがマルクスにとって経済学を理解するための跳躍点であって、この決定的一点にラッサールとマルクスの間にあった最も深い相違、すなわち法哲学的把握と経済的唯物論的把との相違が現れたのだ」と評している。一方哲学の分野でもアドルフ・コーウトやパウル・バースなどが「ラッサールの理論は完全にヘーゲル哲学で構成されている」と評して独創性がないと主張している。テオバルト・ツィーグラーは「ラッサールの意義は決して個々の思想にあるのではなく、それらの思想は彼に特有な物ではなく、概ね他からの借用である」、ロベルト・ミヒェルスは「理論的には死せるラッサールは実践的には極めて生きている」と評し、理論家ではなく実践家として評価されるべき人物としている。
しかしこのように実践家としての彼だけを評価し、理論家としての彼を黙殺することは「理論家としてのラッサールをあまりに低く評価したものである」と森三十郎は主張する。森は「（ラッサールは）ヘーゲル哲学の支配的影響を受けているが、単なるヘーゲル亜流として止まらず、これに批判を加え、ヘーゲル離脱の傾向を示している。ヘーゲルの法律哲学や歴史哲学に対する内在的批判、カント的合理主義に対する歴史主義的立場の徹底や、其の歴史哲学的立場による社会主義理論の基礎付け、アントン・メルガーによって理論的発展を遂げていると伝えられ、ゲオルグ・イェリネックによって注目されている『事実的権力関係』の概念等は、そのサヴィニー、シュタール批判などとともに彼が尋常一様の思想家ではなかったと我々に示している」「ラッサールの理論でとりわけ注目に値するのは国家と労働を結び付けた彼のいわゆる『労働階級の国家理念』であり、これはフィヒテやヘーゲル哲学とロートヴェルトゥスの共同主義的経済との結合という意味を持っているし、我々はそこからルドルフ・シュタムラーの『変化する内容の自然法』の原型を見いだせる」「法や国家についての唯物論的階級本位のマルクス主義の考え方には組みし得ない我々は、どこか東洋思想と一脈通じる物を感じさせるギリシャのヘラクレイトスの流れを受けたこのユダヤ人の実践的理想主義、ロマン主義、古典主義の香気を漂えた論理的国家社会主義に何か惹きつけられるものを感じるのである」と述べる。
ラッサールの理論家としての独創性の無さを批判した者も実践家としての彼は称賛する者が多かった。前述したとおりマルクスはラッサールの死に当たって「ドイツ労働運動を15年の眠りから呼び起こした」と評し、ツィーグラーも「もし一人の偉大な人物が現れなかったならば、（ドイツ労働運動の組織化は）はるかに遅れていただろう。ラッサールの意義は実践的に創造するところにある。」と評価している。猪木正道は「史上最初の本格的社会主義政党であるドイツ社会民主党がマルクスやエンゲルスの『共産党宣言』ではなく、ラッサールの『公開回答書』から誕生したことは興味深い」と評した。マルクスではなくラッサールが労働者大衆の心を引き付けた理由として河合栄治郎は「ラッサールには大衆を引きつける人格的魅力・情熱・雄弁・智謀・事務能力があった」と述べている。
一方で実践家としての彼にもマルクスやマルクス教条主義者からは批判がある。まず第一に「プロイセンのような封建主義的な国では自由主義ブルジョワとも組んでいかねばならないのにブルジョワを敵視し、ビスマルクのような反動保守にすり寄った」という批判である。これについて江上照彦はマルクスは自由主義的なイギリスで言論の自由を謳歌して好き放題言っていればよかったが、ラッサールは封建主義的なプロイセンで警察に監視されながら運動を指導し、守っていかねばならない立場だった点を指摘する。林健太郎はラッサールは運動を守るためにはあらゆる手段を講じる覚悟を決めており、ビスマルクと接近してその宰相権力の一定の庇護を受けることで官憲の妨害を抑えていたこと、またシュレージエンにおける同盟の伸長はビスマルクの庇護あってのものだった点を指摘する。フランツ・メーリングは「マルクスやエンゲルスはドイツでまだブルジョワ革命が可能だと信じていたから、ラッサールの出馬は全く時を得ないものと思えただろう。しかしラッサールはマルクスたちより事態を近くから見ていたので、マルクスたちより的確に判断し、進歩的ブルジョワの俗物的運動は成功しないという出発点からはじめ、この旗印のもと勝利した」。「ラッサールはブルジョワ革命が不可能である以上、ドイツ統一は王朝的変革とならざるをえないことを予言していた。そして新たな労働者党が王朝的統一国家の変革を推進する楔の働きをすると考えたのである。」とする。
また「プロイセンの封建主義ぶりを無視して普通選挙を万能薬視している」「生産組合の国家補助構想は元サン・シモン主義者のビュッシェからの借用であり、国家崇拝と不可分の思想」「こうした理論をドグマ (教条) 化し、セクト (宗派) 的な労働運動指導を行った」という批判があるが、これに対してメーリングは「ラッサールはドイツの労働運動の進路に教条的な処方を押し付けようとしたのではなく、マルクスのいう意味で自己のアジテーションの現実的基礎に実在の階級運動を ―それがドイツに存在した限りで― 置いたのだ。彼は普通選挙権と組合の運動に期待をつないだが、この二つの思想は当時ドイツのプロレタリアートを動かし始めていた」、「ラッサールはプロレタリア階級闘争のてことしての普通選挙の価値をマルクスやエンゲルスよりも正しく認めていたといえる」、「ラッサールははじめから普通選挙は魔法の杖ではないと言っていた。長い間かかってはじめて効力を発揮する物だと考えていた。」、「マルクスは生産組合構想をカトリック社会主義者ビュシェからの借用だと思い込んでいたが、実際にはマルクスの『共産党宣言』にある信用の国家への集中と国営工場の設置という主張からとったものだった。そしてラッサールは生産組合を万能薬と見たことはなく、生産の社会化の端緒と見ていた。」、「ラッサールは信奉者たちから往々度を過ぎた尊敬を受けたために、せいぜいのところ外見だけは『セクトの開祖』に見えなくもなかった。しかしこの点ではもともとラッサールに罪があったわけではなかった。運動が愚か者の目にワンマンショーに見えないよう十分骨を折った。彼はマルクスとエンゲルスだけでなく、ブハーやロードベルトゥスその他多くの人々を自分のアジテーションの味方にしようとしたが、精神的に彼と同格の仲間を得ることはできなかった。だから彼に対する労働者の感謝が個人崇拝という必ずしもゆかしいと言えない形を取ったのも無理もなかった」と反論している。これらの反論からメーリングが言いたかったのは基本的にラッサールはマルクス主義に基づいて運動を指導していたのであり、二人の間に相違はないのにマルクスが誤解していたにすぎないということであった。

## 日本におけるラッサール
日本における社会主義草創期である明治時代末にはラッサールは日本社会主義者たちのスターだった。幸徳秋水にとってもラッサールは憧れの人であり、明治37年（1904年）にはラッサールの伝記を著している。その著作の中で幸徳は「想ふに日本今日の時勢は、当時の独逸と極めて相似て居るのである。（略）今日の日本は第二のラッサールを呼ぶの必要が有るのではないか」と書いている。また吉田松陰とラッサールの類似性を主張して「若し松陰をして当時の独逸に生まれしめば、矢張ラッサールと同一の事業を為したかも知れぬ」と述べる。社会主義的詩人児玉花外もラッサールの死を悼む詩を作っている。後にコミンテルン執行委員となる片山潜もこの時期にはラッサールの国家社会主義に深く傾倒し、ラッサールについて「前の総理大臣ビスマルク侯に尊重せられし人なり。然り、彼は曹てビスマルクに独乙一統の経営策を与え、又た進んでビスマルクをして後日社会主義の労働者制度を執らしめたる偉人物」と評した。しかしロシア革命後には社会主義の本流はマルクス＝レーニン主義との認識が日本社会主義者の間でも強まり、ラッサールは異端視されて社会主義者たちの間で語られることはなくなっていった。
逆に反マルクス主義者の小泉信三や河合栄治郎はマルクスの対立者であるラッサールに深い関心を寄せるようになり、彼に関する評伝を書くようになった。小泉は「マルクスは国家と自由は相いれないと考えていたが、逆にラッサールは自由は真正の国家のもとでのみ達成されると考えていた」とし、マルクスの欠陥を補ったのがラッサールであると主張した。河合はビスマルク、マルクス、ラッサールを「19世紀ドイツ社会思想の三巨頭」と定義し、ラッサールが他の二人と違う点として「社会思想家なだけではなく社会運動家」だった点を指摘する。この二人と二人の研究を引き継いだ林健太郎が戦前の主なラッサール研究者であった。戦後には林健太郎の門下生の猪木正道や江上照彦らにもその研究が引き継がれた。
彼らの活動を中心としてラッサールの名は日本でも知られるようになっていった。

## ラッサールの著作
ラッサールの著作は1862年を境に前期と後期に分類することができる。前期は学究の時期に書かれたもので哲学・法学に関する物が多く、ヘーゲルの国家観や歴史観へのこだわりが強く見られる。しかし後期には政治的実践のためのプログラムが多くなる。これらは実践的要求からほとんど準備期間無しで書かれたものなので、そこからラッサールの思想を体系的に理解することは難しいとされている。主な著作は以下の通り。
- 『Die Philosophie Herakleitos Des Dunklen Von Ephesos（ヘラクレイトスの哲学 エファソスの暗闘）』（1857年11月）[268]
- 『Franz von Sickingen（フランツ・フォン・ジッキンゲン）』（1859年1月）[268]
- 『Der italienische Krieg und die Aufgabe Preussens（イタリア戦争とプロイセンの義務）』（1859年）
- 『Gotthold Ephraim Lessing（ゴットホルト・エフライム・レッシング）』（1861年7月）[268]
- 『Das System der erworbenen Rechte（既得権の体系）』（1861年4月）[267]
- 『Die Philosophie Fichtes und die Bedeutung des deutschen Volksgeistes（フィヒテ哲学とドイツ国民精神の意義）』（1862年5月）[269][270]
- 『Zur Arbeiterfrage（労働者綱領）』（1862年6月）[271][270]
日本語訳：小泉信三訳注『勞働者綱領』（1928年、岩波書店）、森田勉訳『憲法の本質・労働者綱領』（1981年、法律文化社）
- 『Die Wissenschaft und die Arbeiter（学問と労働者）』（1863年1月）[271][270]
日本語訳：猪木正道訳『学問と労働者』（1949年、日本評論社）
- 『Offenes Antwortschreiben（公開回答書）』（1863年3月）[270]
日本語訳：猪木正道訳『学問と労働者・公開答状』（1953年、創元社）
- 『Die indirekte steuer und die lage der arbeitenden Klassen（間接税と労働者階級の状態）』（1863年6月）[270][271]
日本語訳：大内力訳『間接税と労働者階級』（1960年、岩波書店）